# Alexander Alexandrowitsch Prosorowski

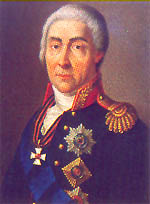
Alexander Prosorowski

Fürst Alexander Alexandrowitsch Prosorowski (russisch Прозоровский, Александр Александрович; * um 1733; † 9. Augustjul. / 21. August 1809greg. bei Măcin) war ein russischer Feldmarschall.

## Leben

### Herkunft und Familie

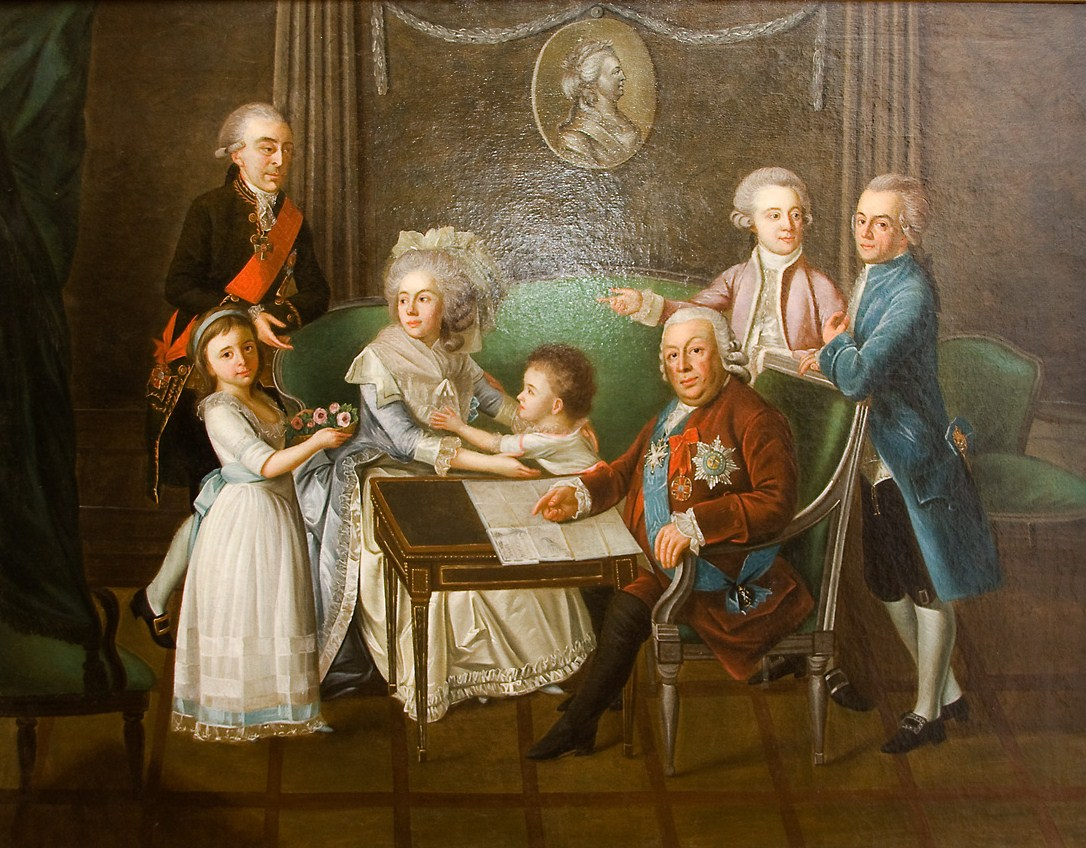
Alexander Prosorowski mit Frau, Kindern und Schwiegervater

Alexander entstammte einer Linie der rurikidischen Fürstendynastie aus Jaroslawl, welche sich seit dem 15. Jahrhundert nach ihren Stammgut Prosorowo nannte. Seine Eltern waren Fürst Alexander Nikititsch Prosorowski (1687–1740) und Anna Borisowna, geborene Prinzessin Golizyna (1686–1772).
Er vermählte sich mit Prinzessin Anna Michailowna Wolkonskaja (1749–1824), einer Tochter von Michail Nikititsch Wolkonski (1713–1788). Aus der Ehe sind zwei Töchter und zwei Söhne hervorgegangen.

### Werdegang
Prosorowski wurde 1742 ins Landkadetten-Adelskorps der Kaiserlich Russischen Armee eingezogen und avancierte 1744 zum Unteroffizier sowie 1746 zum Fourier. 1754 wechselte er von der Garde in ein Feldregiment und erhielt 1756 seine Beförderung zum Hauptmann. Er nahm am Siebenjährigen Krieg teil und wurde in der Schlacht bei Groß-Jägersdorf verwundet. Er war dann 1758 an der Belagerung von Küstrin dabei und wurde in der Schlacht von Zorndorf erneut verwundet. Nach seiner Teilnahme an der Schlacht bei Kunersdorf stieg er im Dezember 1759 zum Leutnant und im Januar 1760 zum Oberleutnant auf.
1764 erhielt er seine Beförderung zum Brigadier und 1766 die zum Generalmajor. Im selben Jahr wurde er gegen die Konföderation von Bar ausgesandt. Auch im Russisch-Türkischen Krieg waren seine Aktionen erfolgreich. Im Jahr 1783 avancierte er folgerichtig zum Generalleutnant. 1777 wurde er gesundheitsbedingt beurlaubt, konnte sich aber bereits 1778 schon wieder auf der Krim auszeichnen.
Prosorowski wurde 1781 zum Generalgouverneur von Orjol und Kursk bestellt, er akzeptierte diese Ernennung aber nur unter der Bedingung, dass er weiterhin auf den Listen der russischen Armee stehen würde. Im Juli 1782 wurde er zum Senator ernannt, bei gleichzeitigem Ausschluss aus den regulären Armeelisten, seine Anträge zur Wiederaufnahme in die Armee fruchteten nicht. Er trat am 21. Dezember 1783 aus seinen zivilen Ämtern zurück und verbrachte die folgenden sechs Jahre als Gutsherr am Land und widmete sich in dieser Zeit persönlicher literarischer Arbeit und ordnete seine Notizen und Erinnerungen an vergangene Feldzüge.
Anfang März 1790 wurde er dann von Katharina II. überraschend zum Generalgouverneur von Moskau ernannt, ihm unterstanden dabei die Truppen in Moskau, der Provinzen Moskau und Smolensk sowie die von Weißrussland. Er wurde nach fünfjähriger Amtszeit am 21. März 1795 wieder von diesem Posten als Generalgouverneurs entfernt, erhielt aber den Orden des Heiligen Wladimir 1. Klasse und eine jährliche Rente von 12 000 Rubel sowie den Titel des Chefs des Moskauer Grenadier-Regiments zuerkannt. Paul I. holte ihn in die Armee zurück und ernannte ihn 1796 zum Kommandeur der 1. Smolensker-Division bei gleichzeitiger Beförderung zum General der Infanterie. Abermals wurde er auf seine Güter geschickt und erst Alexander I. holte ihn 1805 zurück an den Hof. 1807 ernannte er Prosorowski zum Feldmarschall und zum Oberbefehlshaber der russischen Streitkräfte in Moldawien ernannt. Wegen seines vorgerückten Alters wurde ihm Kutusow zur Seite gestellt, dem er ein großer Förderer wurde. Er starb 1809 im Feldlager bei Macin an der Donau, sein Leichnam wurde nach St. Petersburg transportiert und im Alexander-Newski-Kloster beigesetzt.

## Auszeichnungen
- Orden des Heiligen Andreas des Erstberufenen
- Orden des Heiligen Wladimir I. Klasse (1795)
- Orden des Heiligen Alexander Newski
- Orden der Heiligen Anna (1766)
- Orden des Heiligen Georg II. Klasse (1778)[1]